# Клюномуцунеста антимора
Клюномуцунестите антимори (Antimora rostrata) са вид животни от семейство Мори (Moridae).
Те са незастрашен вид.
Таксонът е описан за пръв път от Алберт Гюнтер през 1878 година.